# Хом'як Катерина Петрівна
Катери́на Петрі́вна Хом'я́к (до шлюбу Тар'яник, 22 грудня 1922, Вільнянськ, Запорізька область — 30 листопада 2018, Львів, Україна) — українська акторка. Заслужена артистка України (26.10.1972), артистка Львівського державного академічного українського драматичного театру ім. М. Заньковецької.

## З біографії

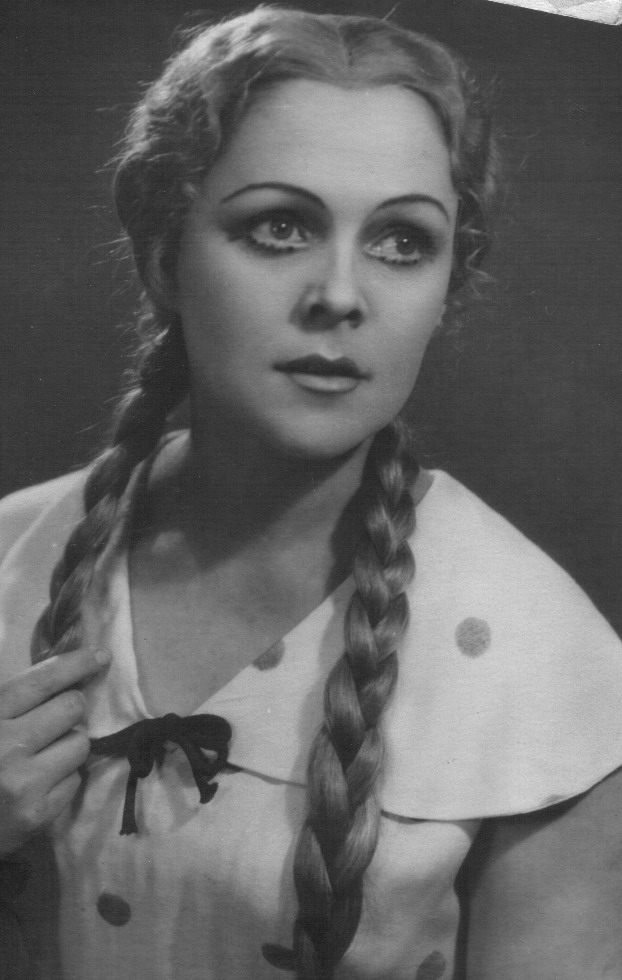
Катя. «В добрий час», В. Розов

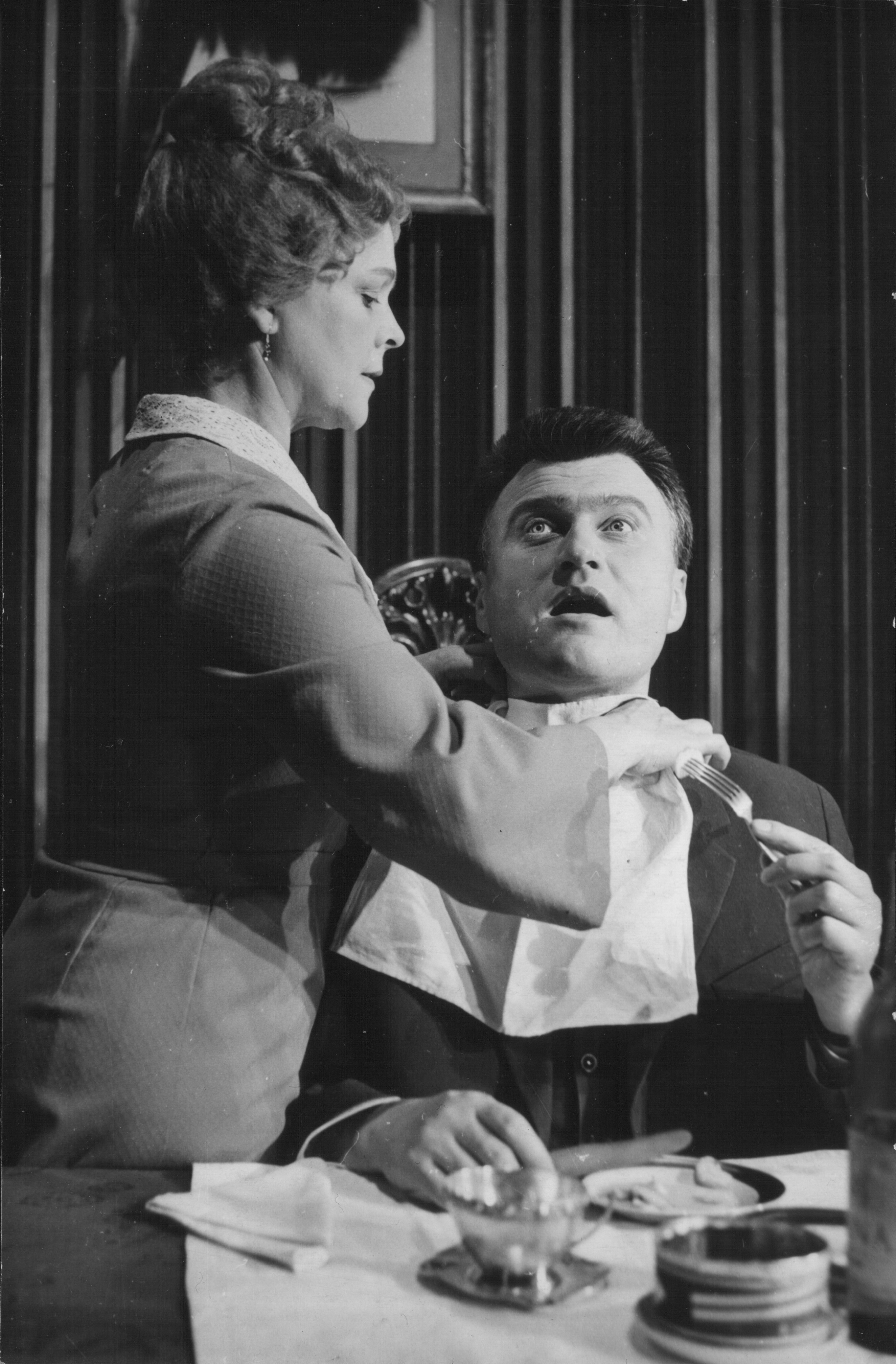
Сестри Річинські. Вільде

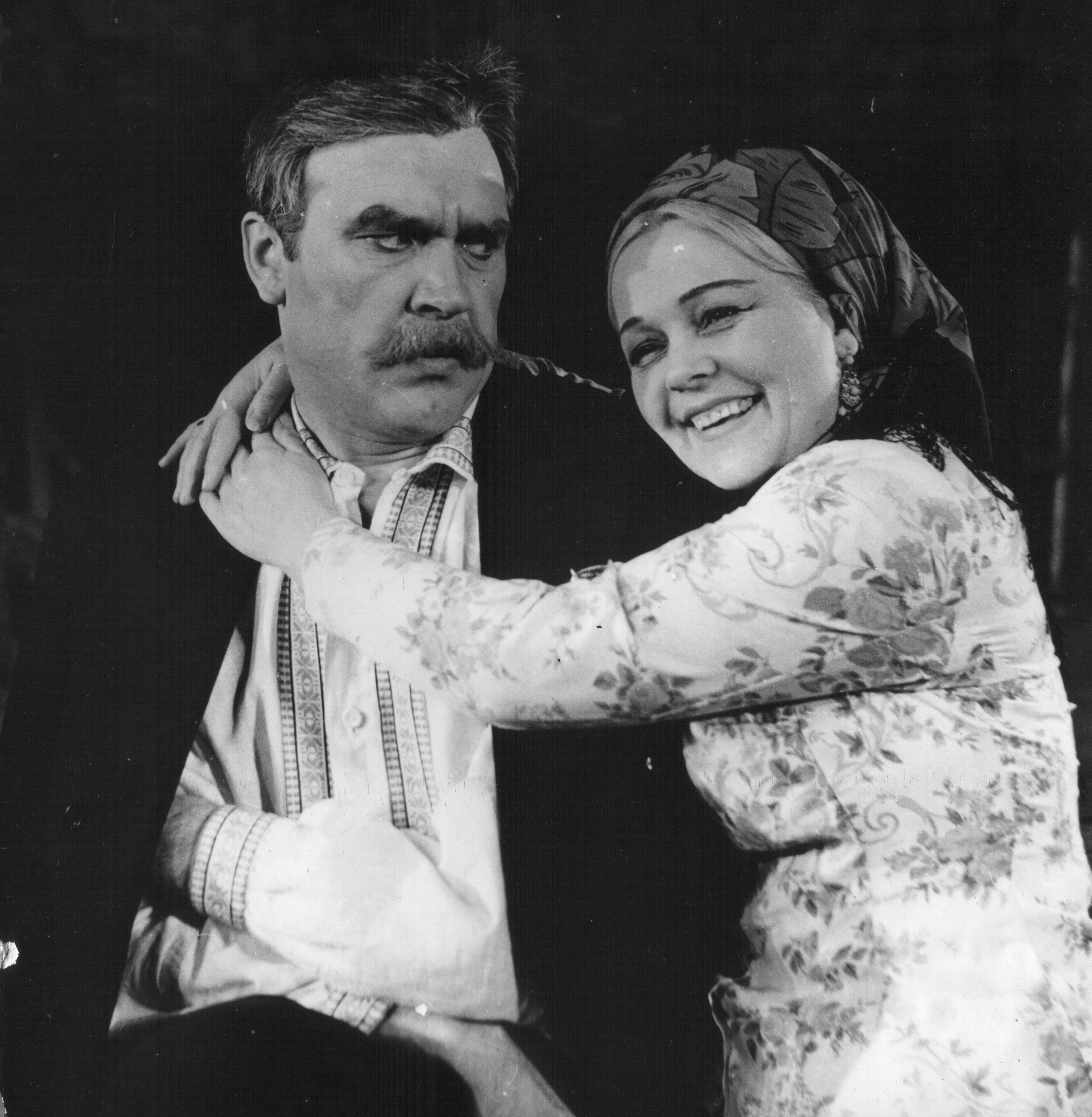
«В степах України». Корнійчук

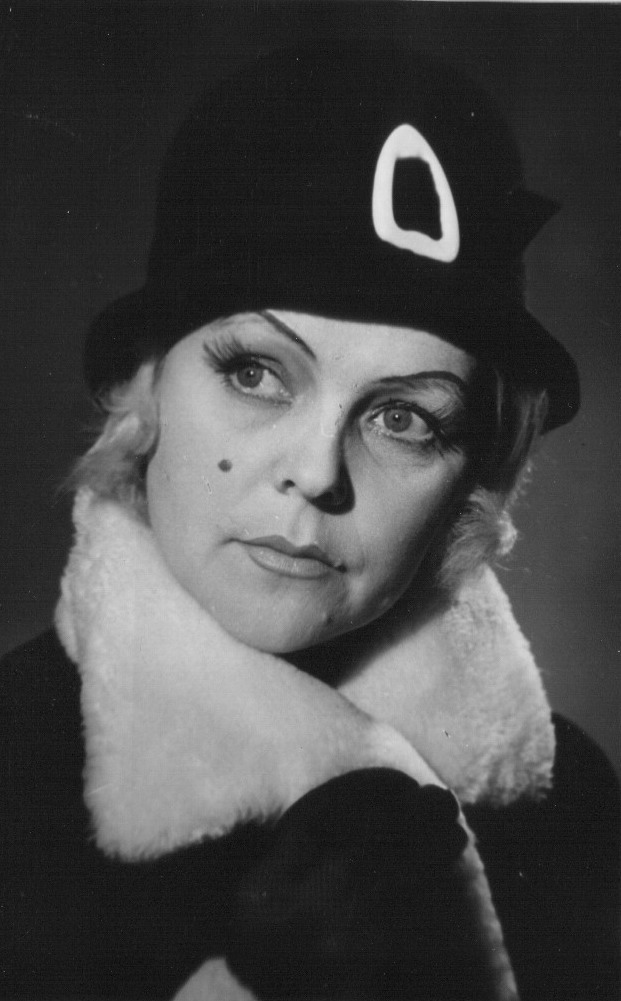
Третя патетична

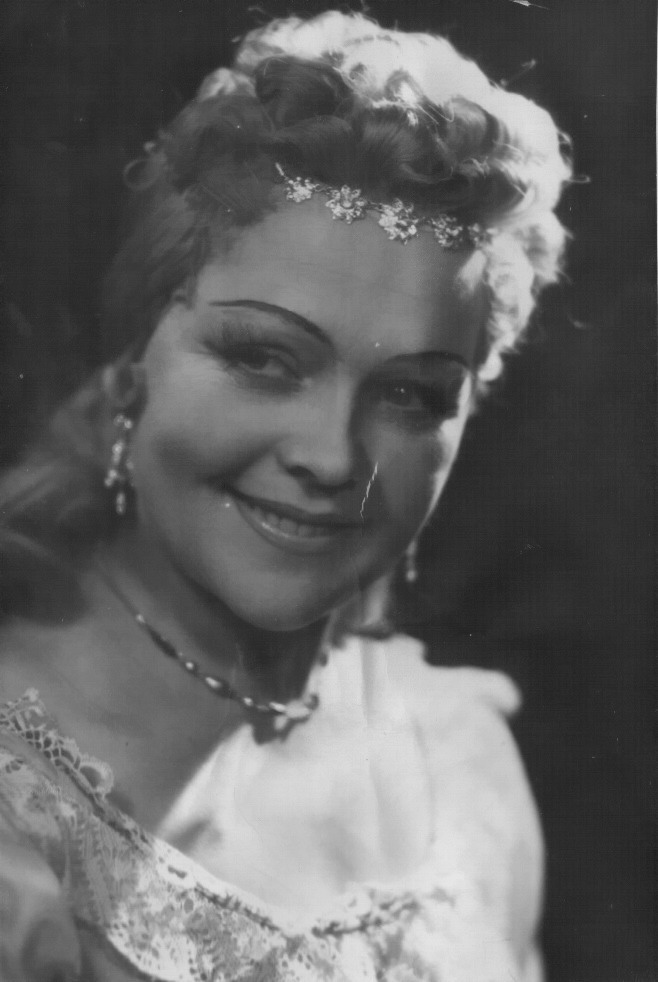
Елеонора. «З коханням не жартують»

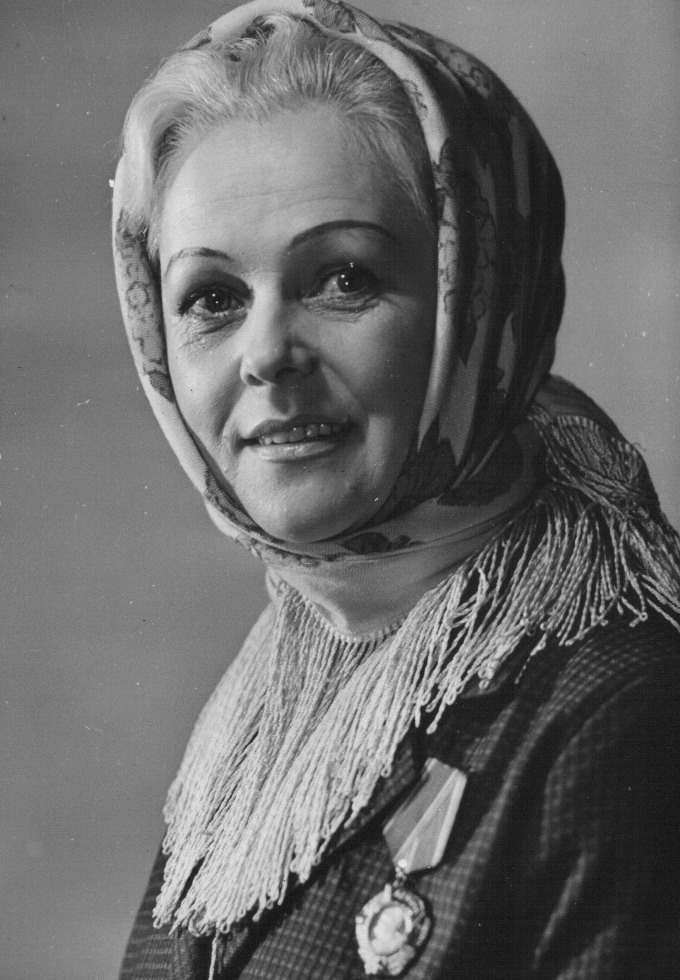
Марія Іванівна «Рим 17 до запитання», Зарудний

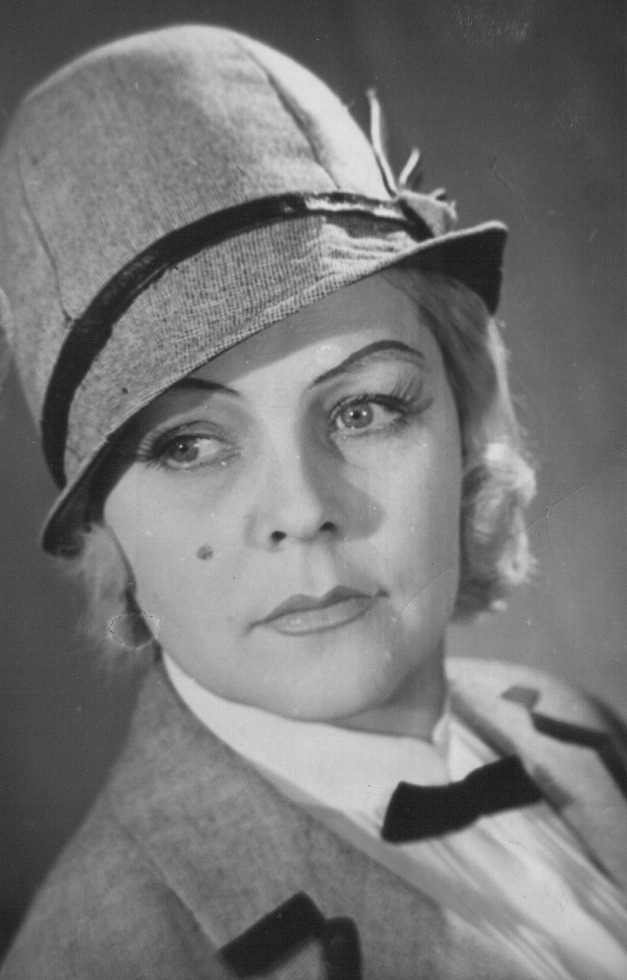
Погодіна. «Третя патетична»

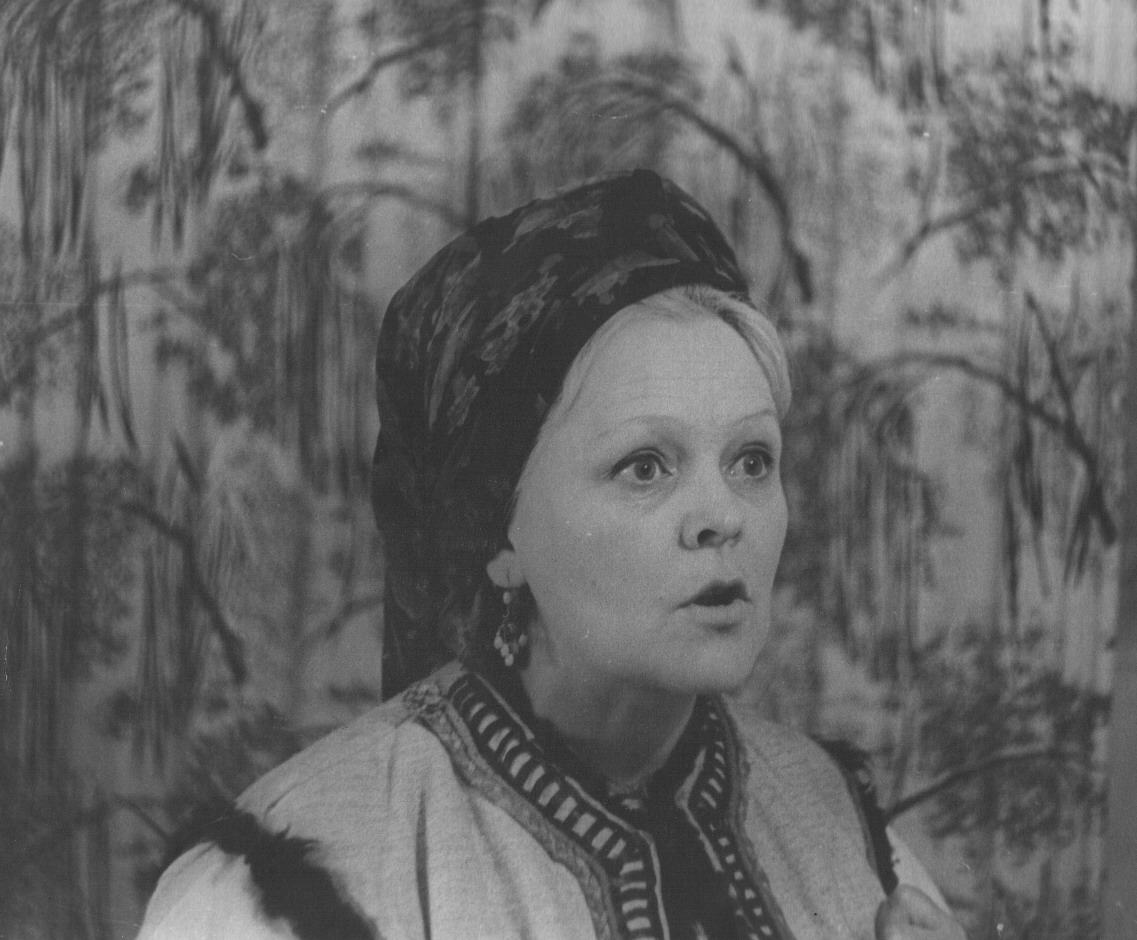
«Побожна», новела Стефаника

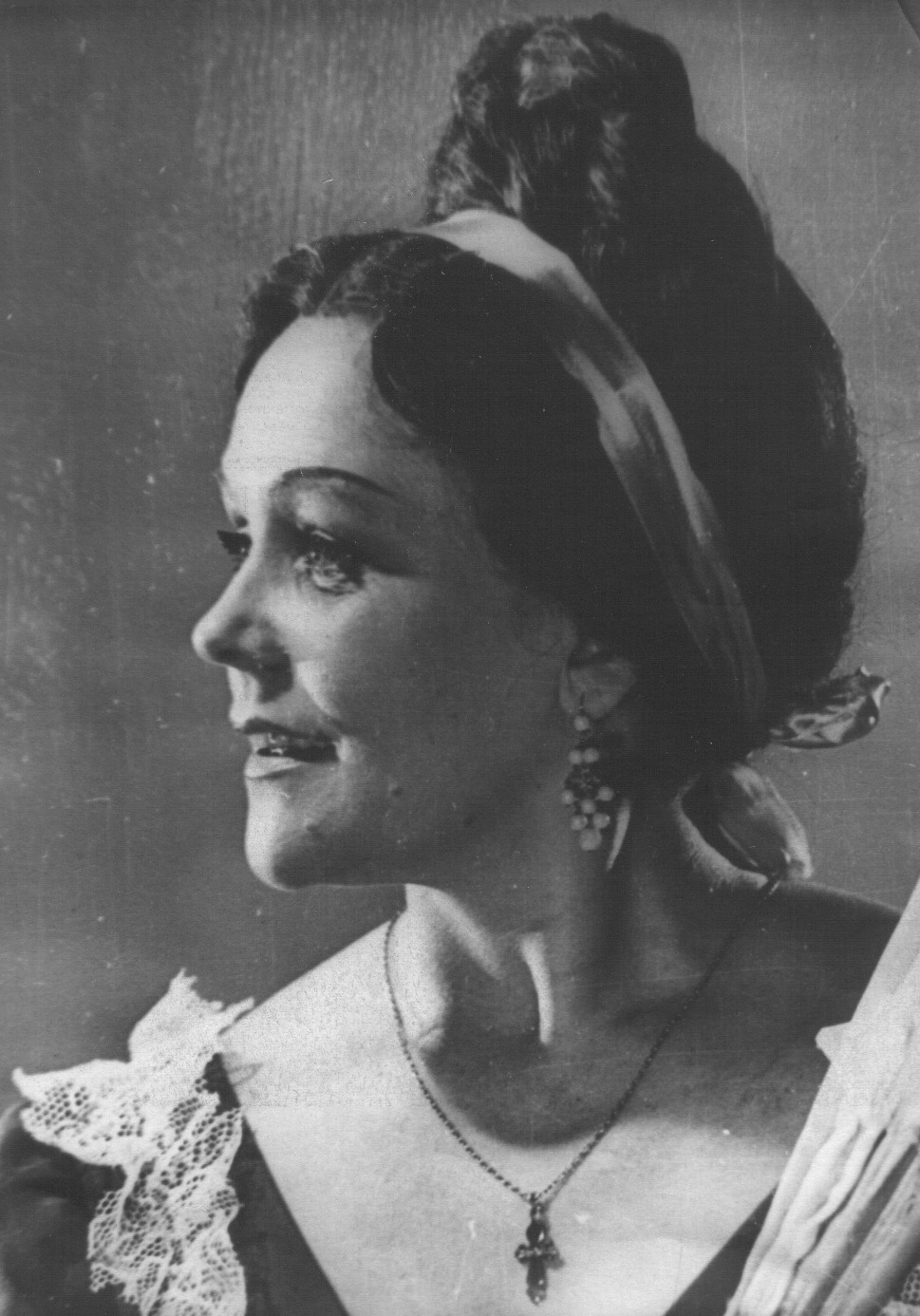
Марина, «Гріхи покаяння»

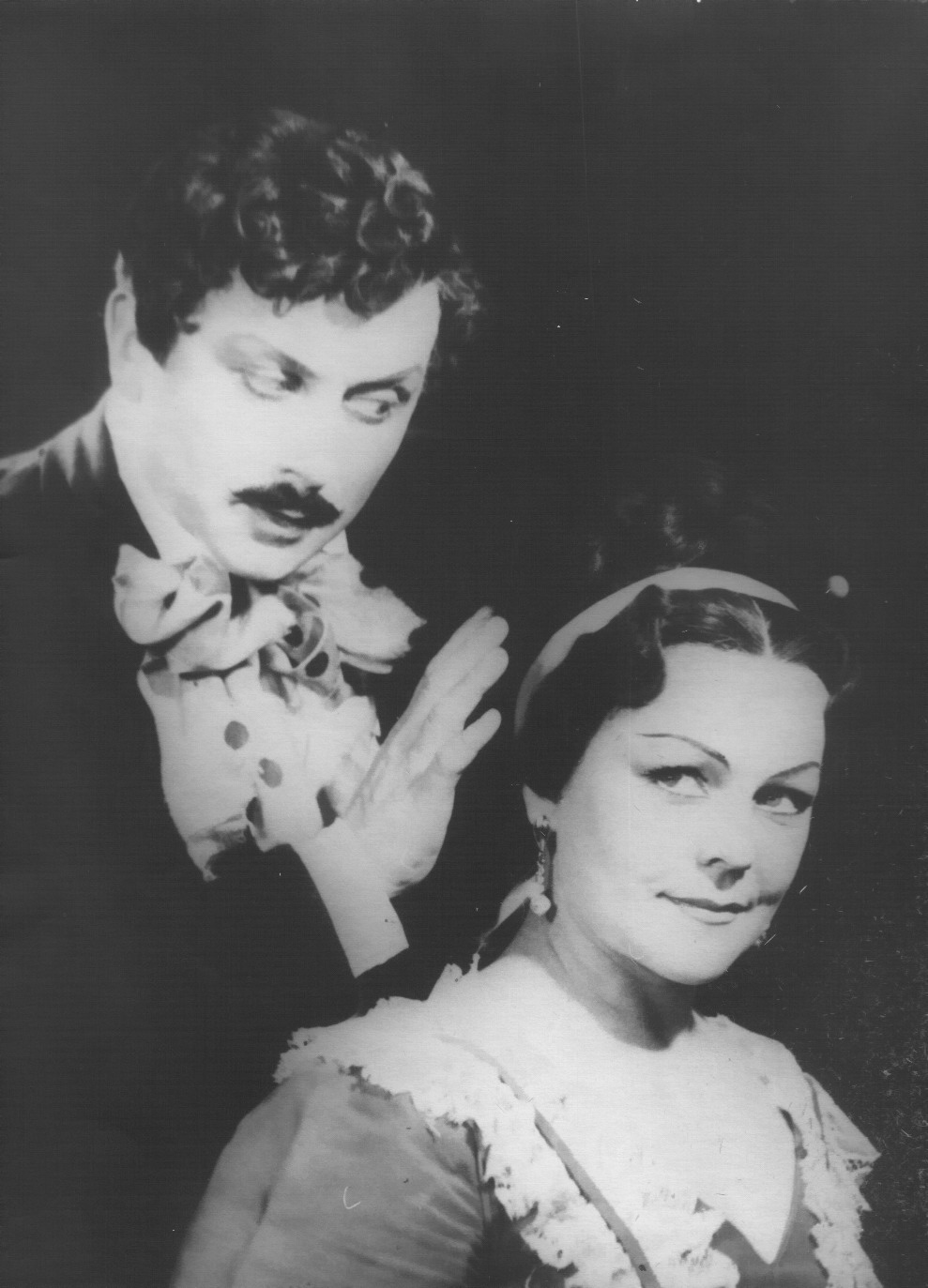

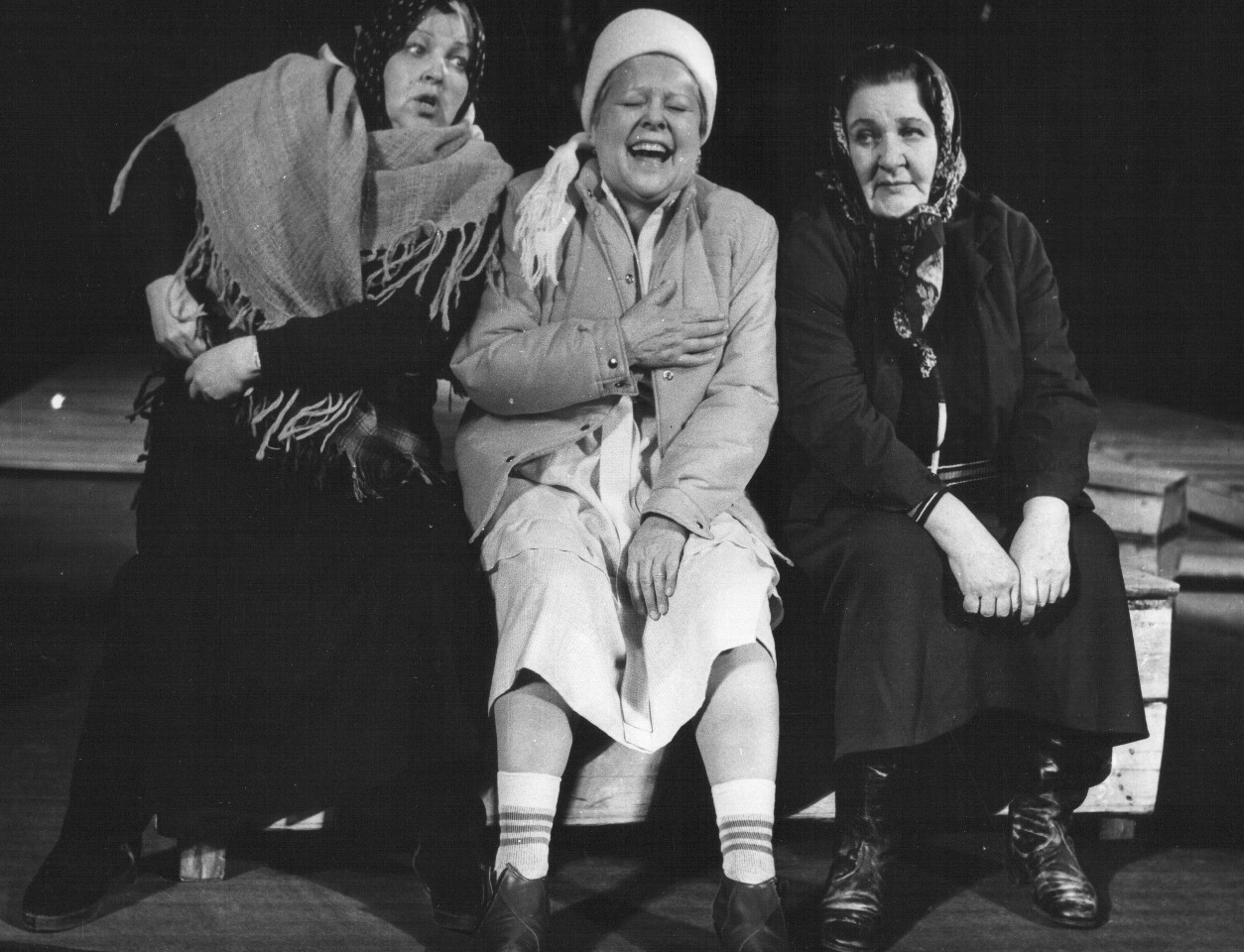
Мотя. «Мар'я». Шам'якін

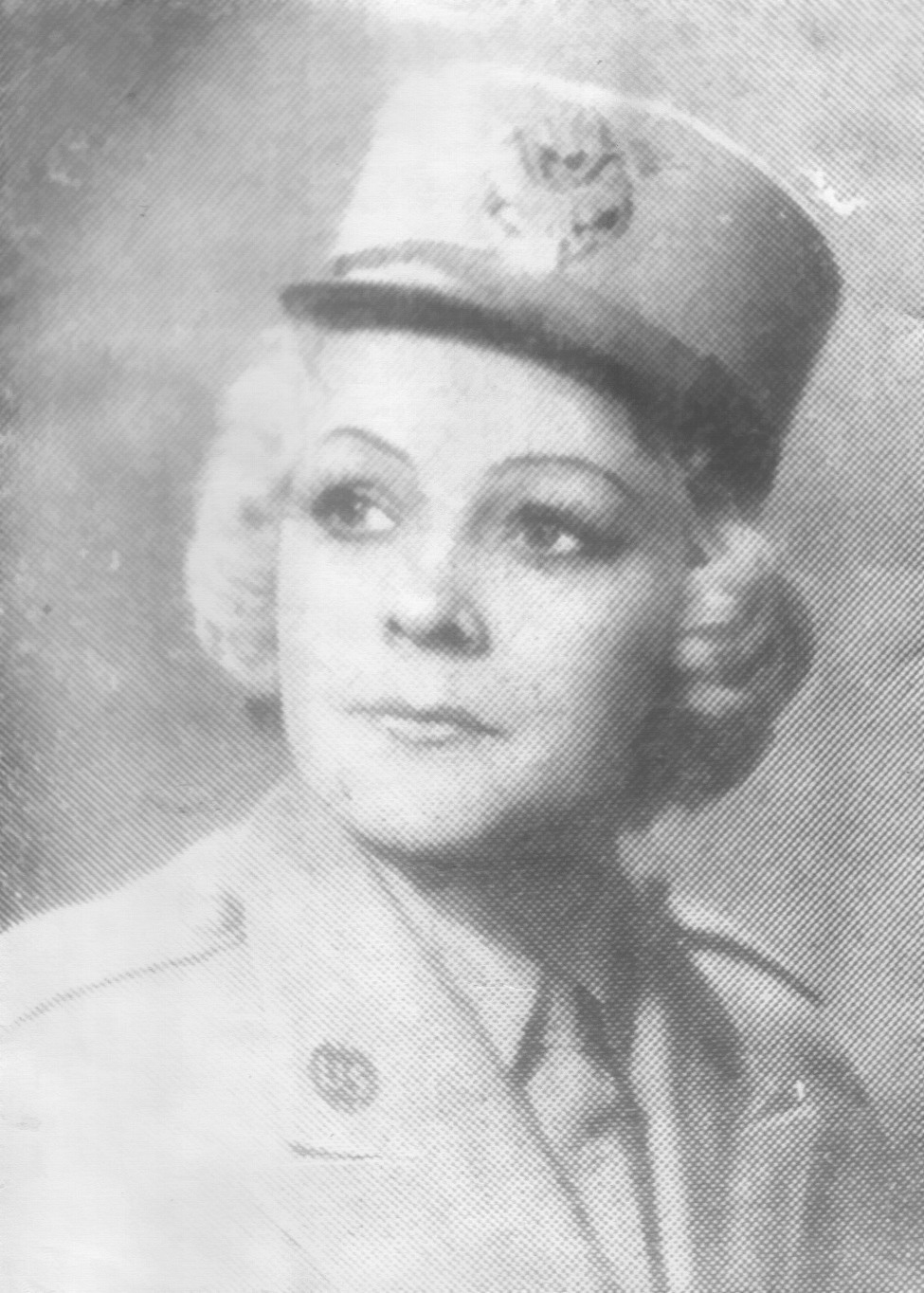
Норма Фанс. «Під Золотим орлом». Я. Галан

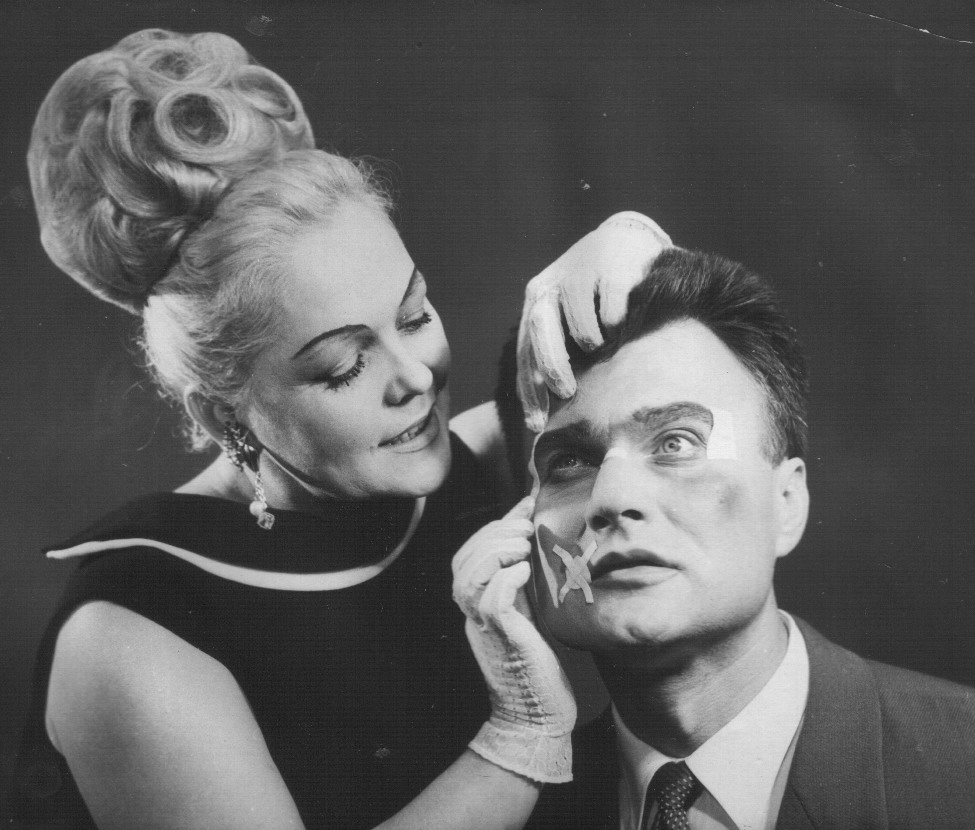
Ангеліна. «Мої друзі». Корнійчук

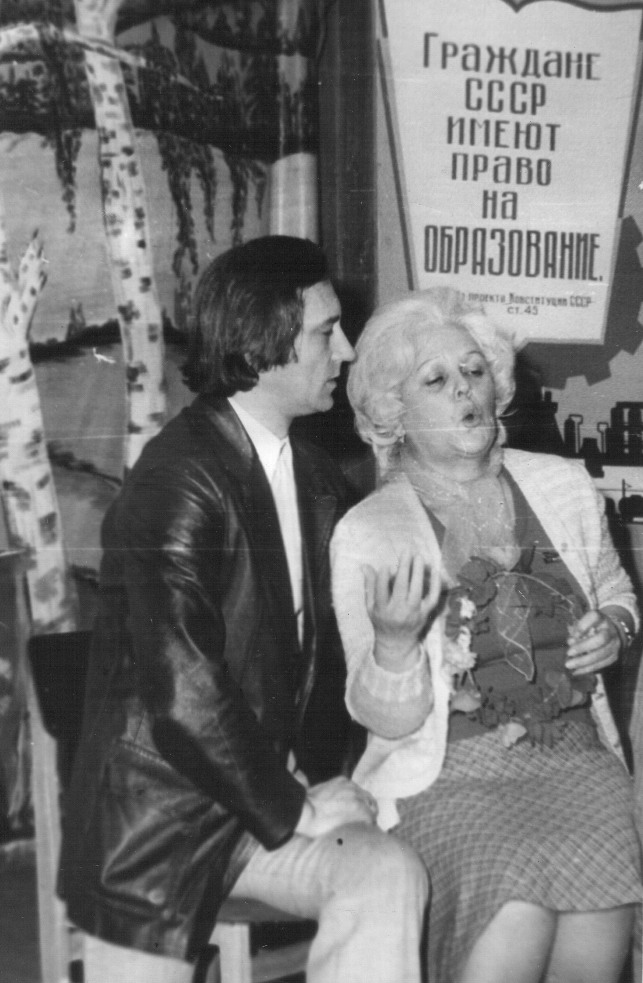
На концерті з Богданом Ступкою

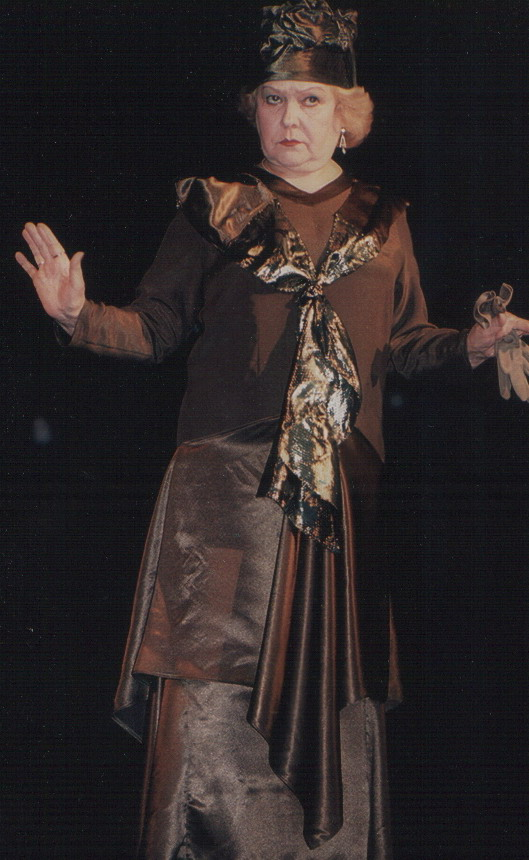
Пані Пітчем. «Три грошова опера». Брехт

Народилася 22 грудня 1922 року у м. Вільнянськ (колишня станція Софіївка), на Запоріжчині, де і провела дитинство і юність. Тут же закінчила восьмирічну школу. Уся родина була схильною до мистецтва, обдарованою. Старший брат Василь Тар'яник був кінорежисером-документалістом, середній — Микола мав голос, співав у самодіяльному театрі партію Петра з «Наталки-Полтавки», співочими замолоду були й сестри — Ганна, Надія, Ніна. Надія, яка мала гарне меццо, вигравала тодішні регіональні співочі конкурси, співала у джазі, а молодший брат — Петро тривалий час працював актором і адміністратором у театрі ім. М. Заньковецької. Племінник Володимир — гірничий інженер, доктор наук.

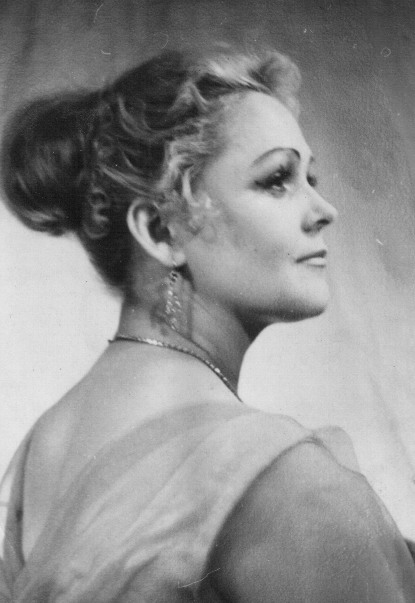
Зая. «Ім'я». І. Кочерга

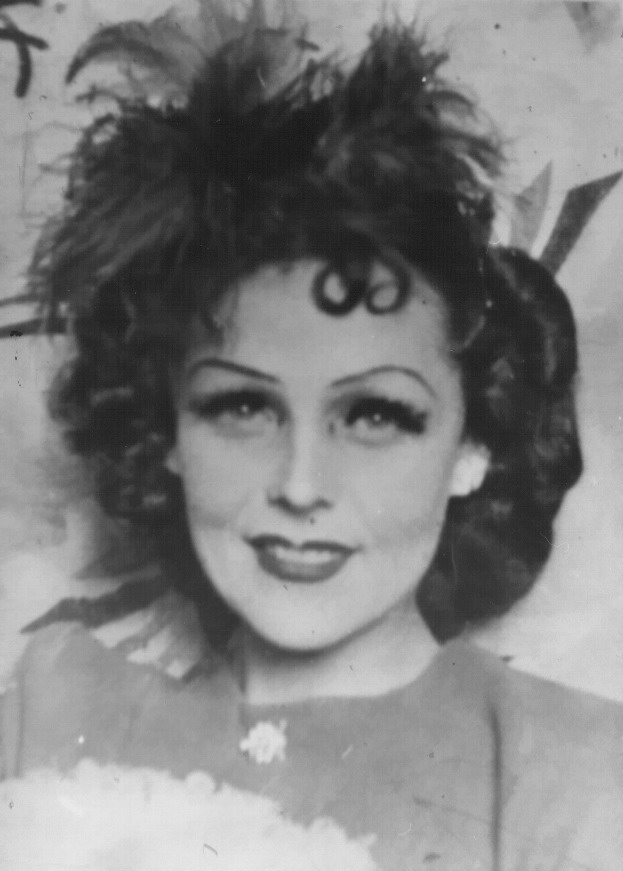
Емілія. Оперета «Сильва», Кальман

Перший крок до акторської мрії зробила після закінчення восьмого класу — в 1939-у при страшенному конкурсі вступає до Дніпропетровського театрального училища. Перша успішна роль — Джульєтти в театральній студії училища. Вже після війни 1941–1945 рр. молода акторка пройшла перегляд до Запорізького театру.

## Сім'я
Батько — Тар'яник Петро Семенович (1884—1945) — майстер-металіст, мати — Тар'яник (до шлюбу Кравченко) Настя Сергіївна (1888—1959), домогосподарка, нагороджена орденом як мати-героїня (мала 8 дітей).
Чоловік — Хом'як Роман Дмитрович (1925—1992) — технік-електрик.
Сини: Володимир (1946—1994), Роман (народ. 1957).

## Творча діяльність

### У Львівському театрі музичної комедії
У 1945-у Катерина Хом'як переїздить у Львів, де перші 7 років працює у Львівському театрі музичної комедії (нині Одеський академічний театр музичної комедії імені М. Водяного). Живий темперамент молодої акторки поєднувався з великою сценічною привабливістю, до того ж вона мала хороші вокальні дані, добре рухалася, танцювала. Ці якості схвально відзначала й критика (напр. в статті З.Смоктія, «Львовская правда», 1952) . Працювала разом з Михайлом Водяним, з відомим актором Доміаном Козачківським, який завжди допомагав талановитій Каті. Тільки в опері «Поряд із тобою» об'їхали міста і містечка Західної України.

### У Львівському академічному театрі ім. М. Заньковецької
З 1 січня 1954 року працювала у Львівському академічному театрі ім. М. Заньковецької. Перша її роль у цьому театрі — дівчинка-школярка Наташа, «Під покрівлею нашого дому». Далі була Леся в «Човен хитається» (режисер О. Ріпко)… Головне, що завжди привернуло до Катерини Хом'як увагу режисерів і глядацькі симпатії  — це її акторська органіка, безпомилкове відчуття сценічної правди, щирість. Ці якості найперше відзначала критика, схвально оцінюючи такі роботи, як: Моніка («І один у полі воїн» Дольд-Михайлика), Марія Шапіга («Дівчата нашої країни» Микитенка), Ліля («Дочка прокурора» Янівського), Наташа («Веселка» Зарудного), Олена («Антеї» Зарудного), Надія Іванівна («Рим-17, до запитання», Зарудного), Розарія («Моя сім'я», Едуардо-де-Філіппо), Регана («Король Лір» Шекспіра), Ірина («Шануй батька свого» Лаврентьєва), Леся («Човен хитається» Галана), Норма Фансі («Під золотим орлом» Галана) та багато інших.
Катерині Хом'як притаманне тонке відчуття природи комедійного жанру, а з іншого — поглиблення драматичного начала. Вона блискуче грає Теклю («Доки сонце зійде роса очі виїсть» Кропивницького), Фіму («Діти сонця» Горького), Марину («Гріх і покаяння» Карпенка Карого), Палажку («В степах України» Корнійчука), а водночас — Поліну Андріївну («Чайка» Чехова), Настю («Третя патетична» Погодіна), Ольгу («Тил» Зарудного), Катерину («І змовкли птахи» Шамякіна).
Віковий перехід, болісний для кожної акторки, для Хом'як пройшов легко. В ролях іншого вікового плану вона виявила майстерність, щасливо поєднану з юною щирістю і безпосередністю. Створювані нею образи набули соціальної визначеності, гостроти і виразності. Це Побожна («Моє слово» Стефаника), Катерина («Сестри Річинські» І. Вільде та Б.Антківа) — роль, за яку акторка нагороджена Дипломом ІІ ступеню на Всесоюзному огляді 1970 року та іменним годинником. Акторка все активніше починає виходити на телеекран.
У 1972 р. Указом Президії Верховної Ради України від 26 жовтня 1972 року внесок Катерини Петрівни Хом'як в українське театральне мистецтво було поціновано почесним званням Заслуженого артиста України.
Катерина Хом'як грає ролі: Ганна Дзвонар («Восени, коли зацвіте яблуня» Верещака), Марина Іванівна («Головний екзамен» Шамякіна), Федора («Під високими зорями» Зарудного), Надія («Мої надії» Шатрова), Ганна («Безталанна» Карпенка Карого), Мати («Рисове зерно» Андре Ніколаї), Тарасівна («Народний малахій» Куліша), Павучиха («Вічний раб» Шевчука), Селія («Тригрошова опера» Брехта), Пульферія («Брехня» Винниченка), Мар'яна («Персональна справа» Штейна), Берта («Геда Габлер» Ібсен), Катерина («Пора жовтого листя», Зарудний), Пані Катерина («Тріумфальна жінка» Ковалика), Ануш («Ханута» Цагареллі), Шанель («Вісім закоханих жінок» Тома), Тітка Івони («Івона принцеса Бургунська» Домбровича) та інш.
Гастрольні поїздки, в яких побувала Хом'як, охоплюють Україну, Росію, Польщу, Середню Азію, Кавказ, Білорусь і Прибалтику, зокрема — столичні міста Київ, Москву, Мінськ, Алма-Ату, Бішкек, Ригу, Вільнюс, а також Краків, Варшаву, Люблін, і т. д. Крім того — Чехію та Словаччину, відвідала США, де зараз мешкає син Роман.
На сьогодні у творчій біографії Катерини Хом'як — понад 150 ролей. Крім рідної української, вільно володіє польською та російською мовами.
90-ліття відомої акторки урочисто відзначили у Львівському академічному театрі ім. М. Заньковецької.
На 95-ліття колеги-актори з театру Заньковецької завітали до К. Хом'як додому, вшанували її численними поздоровленнями.

## Нагороди
Доробок Катерини Хом'як вже далекого 1960-го було поціновано на державному рівні — вона була нагороджена медаллю «За трудову відзнаку».
У 2003 році Катерина Хом'як нагороджена Орденом Княгині Ольги ІІІ ступеня (25.03.2003).
Катерина Хом'як — почесна жителька Вільнянського району Запорізької області, де вона народилася.
У Вільнянському районному краєзнавчому музеї К. П. Хом'як присвячена окрема постійно діюча експозиція. На 95-річчя акторки тут була відкрита тематична виставка, присвячена її творчій біографії.

## Колеги про Катерину Хом'як
Федір Стригун,
художній керівник театру ім. М.Заньковецької, народний артист України, лауреат Національної премії ім. Т.Шевченка, член-кореспондент Академії мистецтв України:
| «Творчий внесок актриси в скарбницю театру ім. М.Заньковецької великий і беззаперечний, бо Катерина Петрівна є істинна заньківчанка по крові, по духу, по майстерності, по стилістиці і, звичайно, по природі». |
Богдан Ступка,
народний артист України, екс-міністр культури України:
| «Люди добрі! Якби ви всі знали, як я люблю Катю, Катрусю, Катериночку Хом'як. Скільки пісень було проспівано на її честь, особливо „Катерино, відчини-но, Катерино встань-но…“ А яка чудова партнерка! Я, молодий шкет, мав честь бути її партнером у виставі Фредро „Дами і гусари“. Катруся дозволяла імпровізувати. А потім разом удвох імпровізували. Вона, добра, мудра, щира душа, прощала мені мої витівки. Скільки ми не працювали разом, чорний кіт між нами не перебіг. І це завдяки таланту Катерини Хом'як.» |
Олександр Гринько,
народний артист України:
| «Заньківчанка, заслужена артистка України Катерина Петрівна Хом'як — актриса рідкісної органіки. Всі створені нею численні сценічні образи в різних жанрах переконливі, правдиві. Органічність актриси обумовлює її почуття міри і сценічної правди, що є основою техніки актора.» |
Борис Мірус,
народний артист України:
| «Господь обдарував Катерину Хом'як талантом, і вона не змарнувала його. У Дніпропетровську почала студіювати в театральному училищі, але воєнна віхола жбурнула дівочі мрії про театр на руйновища. Не до студій було в роки загальнонародної скрути. Але в таїні серця Катя чула поклик театру і таки знайшла притулок в храмі Мельпомени. Від 1945 року живе у Львові. Місцевий галицький менталітет припав їй до серця. Вона гордиться Львовом, львів'яни пишаються Катериною Хом'як — яскравою, самобутньою зіркою на небозводі українського театрального мистецтва.» |